# Eburia fisheri
Eburia fisheri es una especie de escarabajo longicornio del género Eburia, tribu Eburiini, familia Cerambycidae. Fue descrita científicamente por Russo en 1930.
Se distribuye por Cuba y República Dominicana.

## Descripción
La especie mide 25-31 milímetros de longitud. El período de vuelo ocurre en el mes de diciembre.